# Asplenium martianum
Asplenium martianum är en svartbräkenväxtart som beskrevs av Carl Frederik Albert Christensen. Asplenium martianum ingår i släktet Asplenium och familjen Aspleniaceae. Utöver nominatformen finns också underarten A. m. muellerii.